# Rajella fuliginea
Espèce
Statut de conservation UICN

 LC  : Préoccupation mineure
Rajella fuliginea est une espèce de raie.